# درختستان شمالی
درختستان شمالی (به سوئدی: Arboretum Norr) یک درختستان در هشت کیلومتری غرب شهر اومئو، سوئد است.
مساحت این درختستان در حدود ۲۰ جریب می‌باشد و دارای ۱٬۶۰۰ گیاه و ۲۸۰ گونه است که بیشتر از منطقه اسکاندیناوی جمع‌آوری شده است. این پارک در سال ۱۹۷۵ میلادی با همکاری دانشگاه اومئو، دانشگاه علوم کشاورزی سوئد و شورای شهر اومئو ساخته شده است.